# Wulongkou
Wulongkou léase Uulóng-Kóu (en chino:五龙口镇, pinyin:Wǔlóngkǒu zhèn, desembocadura 5 dragones) es un poblado bajo la administración directa de la subprefectura de Jiyuan. Se ubica al norte de la provincia de Henan, este de la República Popular China. Su área es de 104 km² y su población total para 2017 fue +40 mil habitantes.
Wulongkou era antiguamente conocida como Tongkou (枋口), porque la dinastía Qin abrió montañas y cavó canales aquí, utilizando la madera de ciprés como esclusa, luego fueron construidos cinco canales en sucesión, de ahí su nombre

## Administración
El poblado de Wulongkou se divide en 31 aldeas.